# Pachycheles sculptus
Pachycheles sculptus is een tienpotigensoort uit de familie van de Porcellanidae. De wetenschappelijke naam van de soort werd in 1937 voor het eerst geldig gepubliceerd door Henri Milne-Edwards.